# طيبة (مصر)
طيبة، المعروفة لدى المصريين القدماء باسم واست (مدينة الصولجان)، كانت مدينة مصرية قديمة تقع على طول نهر النيل على بعد 800 كيلومتر (500 ميل) جنوب البحر الأبيض المتوسط. تقع أطلالها داخل مدينة الأقصر. كانت طيبة المدينة الرئيسية لرابع مقاطعات مصر العليا وعاصمة مصر لفترات طويلة خلال عصور المملكة المصرية الوسطى والمملكة المصرية الحديثة. كانت قريبة من النوبة والصحراء الشرقية، بمواردها المعدنية القيمة وطرق التجارة. كانت مركز عبادة والمدينة الأكثر تبجيلًا خلال فترات عديدة من التاريخ المصري القديم. يشمل موقع طيبة مناطق على الضفة الشرقية لنهر النيل، حيث يوجد معبد الكرنك ومعبد الأقصر؛ والضفة الغربية، حيث توجد مدينة طيبة الجنائزية من المقابر الكبيرة الخاصة والملكية والمجمعات الجنائزية.

## أسماء المواقع الجغرافية
| R19 |

| R19 |

| R19 |

| R19 |

| R19 | t | niwt |

| R19 | t | niwt |

| R19 | t | niwt |

| R19 | t | niwt |

| niwt | t | * | Z1 | M24 | t |

| niwt | t | * | Z1 | M24 | t |

| niwt | t | * | Z1 | M24 | t |

| niwt | t | * | Z1 | M24 | t |

| O28 | nw | niwt | Sma |

| O28 | nw | niwt | Sma |

| O28 | nw | niwt | Sma |

| O28 | nw | niwt | Sma |

كان الاسم المصري لطيبة هو «واست»، «مدينة واس»، صولجان الملك المصري، عصا طويلة برأس حيوان وقاعدة متشعبة. منذ نهاية المملكة المصرية الحديثة، عُرفت طيبة في مصر باسم   نيوت آمن ، «مدينة آمون»، رئيس ثالوث طيبة الآلهة الذين كان أعضاؤه الآخرون موت وخونسو. يظهر هذا الاسم طيبة في الكتاب المقدس بعبارة "نوʼ ʼآمن" (נא אמון) في سفر ناحوم وكذلك «نو» (נא) المذكورة في سفر حزقيال وسفر إرميا.
يُزعم أحيانًا أن طيبة هي التحريف اللاتيني من (باليونانية القديمة: Θῆβαι) ، الكلمة الهلينية
للمدينة من الديموطيقية المصرية ' 'جبت' («المعبد») تشير إلى «جبت سوت»؛ يُعرف المعبد الآن باسمه العربي، الكرنك («القرية المحصنة»)، على الضفة الشمالية الشرقية للمدينة. ومع ذلك، نظرًا لأن هوميروس يشير إلى المدينة بهذا الاسم، وبما أن النص الديموطيقي لم يظهر حتى تاريخ لاحق، فإن أصل الكلمة مشكوك فيه. منذ وقت مبكر مثل هوميروس 'الإلياذة' ،  ميز الإغريق طيبة المصرية بأنها  «طيبة من مائة بوابة» (Θῆβαι ἑκατόμπυλοι أو 'Th hebai hekatómpyloi') أو «مائة بوابة طيبة»، على عكس «طيبة من سبعة»(Θῆβαι ἑπτάπυλοι, Thēbai heptápyloi) 
في الترجمة اليونانية، تم تقديم آمون كـ زيوس آمون. ولذلك تُرجم الاسم إلى اليونانية باسم ديوسبوليس، «مدينة زيوس». لتمييزها عن العديد من المدن الأخرى بهذا الاسم، كانت تُعرف باسم  "ديوسبوليس العظيم" (Διόσπολις Μεγάλη ، 'ديوسبوليس ميغالو' ؛ (باللاتينية: ديوسبوليس ماجنا). دخلت الأسماء اليونانية حيز الاستخدام على نطاق واسع بعد غزو الإسكندر الأكبر لمصر، عندما أصبحت البلاد تحت حكم السلالة البطلمية المقدونية.

## الخصائص

### الجغرافيا
كانت طيبة تقع على طول ضفاف نهر النيل في الجزء الأوسط من مصر العليا على بعد 800 كيلومتر جنوب دلتا. وقد بني إلى حد كبير على سهل رسوبي من وادي النيل الذي يتبع منعطفًا كبيرًا لنهر النيل. كنتيجة طبيعية، تم وضع المدينة في محور شمال شرق - جنوب غربي موازٍ لقناة النهر المعاصرة. تبلغ مساحة طيبة 93 كم  2  (36 ميلًا مربعًا) والتي تضمنت أجزاء من تلال طيبة في الغرب والتي تبلغ ذروتها عند 420 مترًا مقدسًا (1,378 قدمًا) القرن (قمة). في الشرق تقع الجبال الصحراء الشرقية مع وادي التي تصب في الوادي. من بين هذه الوديان طريق وادي الحمامات بالقرب من طيبة. تم استخدامه كطريق تجارة بري متجه إلى الساحل البحر الأحمر.
البلدات المجاورة لطيبة رابع مقاطعات مصر القديمة كانت بر حتحور، مادو، جرتي، أيوني، سومينو.

### المعلومات السكانية

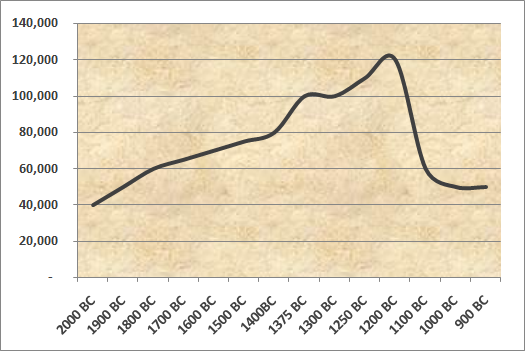
سكان طيبة 2000 - 900 قبل الميلاد

وفقًا لـ جورج موديلاتسكي، كان عدد سكان طيبة حوالي 40.000 نسمة في عام 2000 قبل الميلاد (مقارنة بـ 60.000 نسمة في ممفيس، أكبر مدينة في العالم في ذلك الوقت). بحلول عام 1800 قبل الميلاد، انخفض عدد سكان ممفيس إلى حوالي 30000 نسمة، مما جعل طيبة أكبر مدينة في مصر في ذلك الوقت. قدر المؤرخ إيان موريس أنه بحلول عام 1500 قبل الميلاد، ربما نمت طيبة لتصبح أكبر مدينة في العالم، يبلغ عدد سكانها حوالي 75000 نسمة، وهو موقع ظل حتى حوالي 900 قبل الميلاد، عندما تجاوزه نمرود (من بين آخرين).

### الاقتصاد
تقدم بقايا طيبة الأثرية شهادة مذهلة على الحضارة المصرية في أوجها. أشاد الشاعر اليوناني هوميروس بثروة طيبة في «الإلياذة»، الكتاب 9 (ج. القرن الثامن قبل الميلاد): «... في طيبة المصرية توهج أكوام السبائك الثمينة، مائة بوابة طيبة.»

### الثقافة
تم الاحتفال بأكثر من ستين مهرجانًا سنويًا في طيبة. كانت المهرجانات الرئيسية من بينها، حسب نص إدفو الجغرافي، هي: عيد الإبت، خوياك (مهرجان)، مهرجان الأول شيمو، ومهرجان الشمو الثاني. هناك احتفال شائع آخر هو عيد الوادي الجميل الذي يشبه الهالووين.

## التاريخ

### المملكة المصرية القديمة

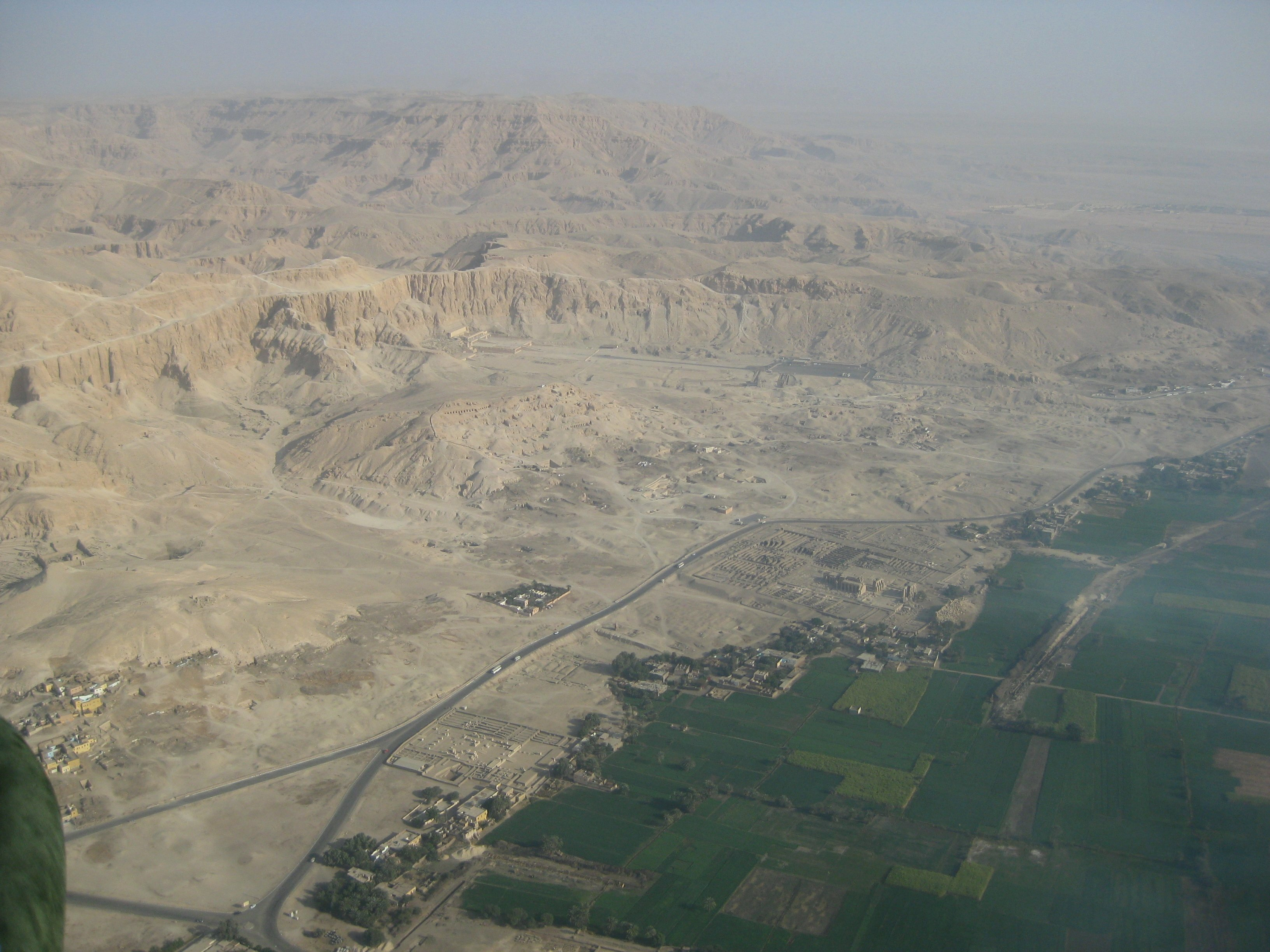
مقبرة طيبة

سكنت طيبة منذ حوالي 3200 قبل الميلاد. كانت عاصمة إقليم واسط الرابع في مصر العليا إيان مقاطعات مصر القديمة. في ذلك الوقت كانت لا تزال مركزًا تجاريًا صغيرًا، بينما كانت ممفيس بمثابة المقر الملكي لملوك المملكة المصرية القديمة. على الرغم من عدم بقاء أي مبانٍ في طيبة أقدم من أجزاء من مجمع معبد الكرنك الذي قد يرجع تاريخه إلى المملكة المصرية الوسطى، الجزء السفلي من تمثال الملك ني أوسر رع من الأسرة المصرية الخامسة تم العثور عليها في الكرنك. تمثال آخر تم تكريسه للملك سنوسرت الأسرة المصرية الثانية عشر ربما تم اغتصابه وإعادة استخدامه، حيث يحمل التمثال خرطوشًا من ني أوسر رع على حزامه. منذ ظهور سبعة حكام من الأسرة المصرية الرابعة إلى الأسرة المصرية السادسة على قائمة ملوك الكرنك، ربما كان هناك على الأقل معبد في منطقة طيبة يرجع تاريخه إلى المملكة القديمة.

### الفترة الانتقالية الأولى
بحلول عام 2160 قبل الميلاد، عزز سلالة جديدة من الملوك المصريين (الأسرة المصرية التاسعة والأسرة المصرية العاشرة سيطرتها على مصر السفلى والأجزاء الشمالية من مصر العليا من عاصمتهم في هيراكليوبوليس ماجنا. وبعد فترة ظهرت أسرة منافسة (الأسرة المصرية الحادية عشر)، ومقرها طيبة، حكمت الجزء المتبقية من مصر العليا. كان حكام طيبة على ما يبدو من نسل أمير طيبة، إنتف الأكبر. كان حفيده المحتمل إنتف الأول هو أول من ادعى في الحياة اللقب الملكي المصري، على الرغم من أن سلطته لم تمتد إلى ما هو أبعد من منطقة طيبة العامة.

### المملكة المصرية الوسطى

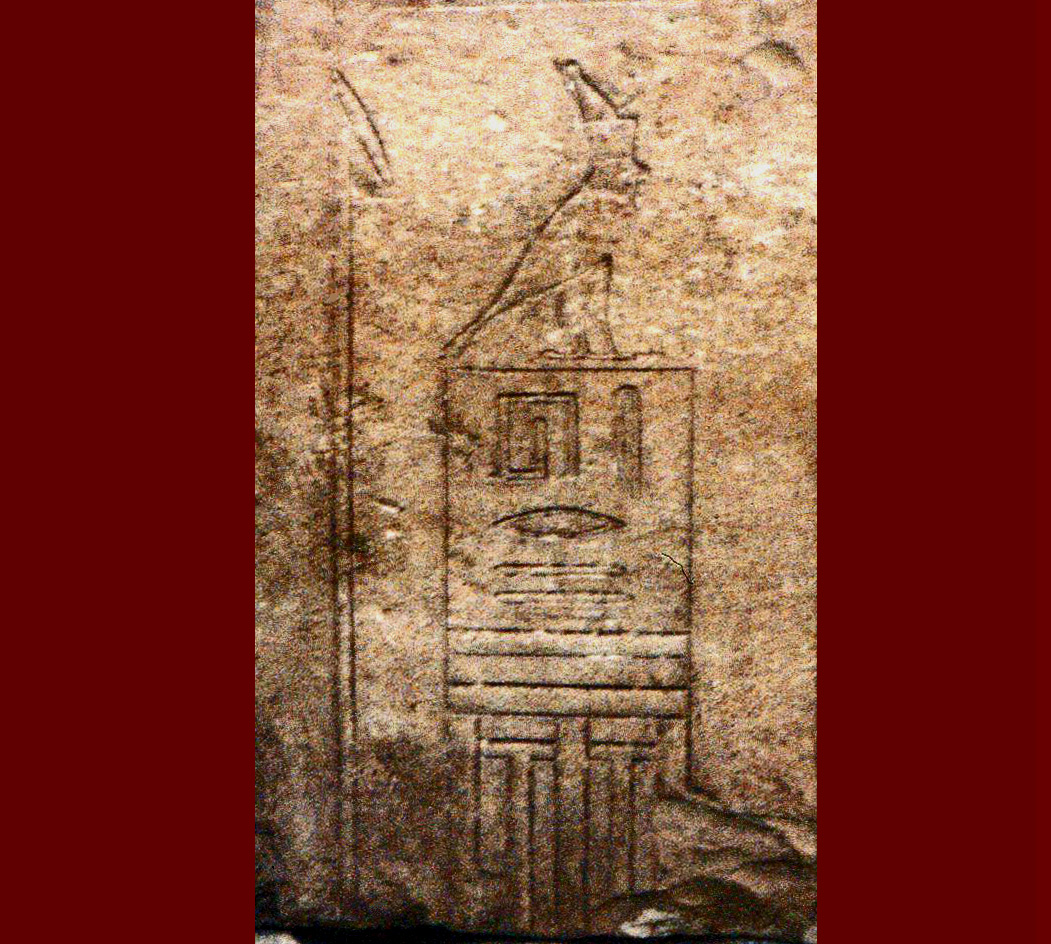
سيرخ لإنتف الأول نقش عليه منتوحتب الثاني بعد وفاته

في عام 2050 قبل الميلاد، أخذ ابن إنتف الثالث منتوحتب الثاني (بمعنى «مونتو راضٍ») بالقوة، وأعاد توحيد مصر مرة أخرى تحت حكم واحد، وبذلك بدأت الفترة المعروفة الآن باسم المملكة المصرية الوسطى. حكم منتوحتب الثاني لمدة 51 عامًا وبنى أول معبد جنائزي في الدير البحري، والذي كان على الأرجح مصدر إلهام للمعبد الأحدث والأكبر الذي شيد بجواره حتشبسوت في الأسرة الثامنة عشر. بعد هذه الأحداث، كانت الأسرة الحادية عشر قصيرة العمر، حيث انقضت أقل من عشرين عامًا بين وفاة منتوحتب الثاني وموت منتوحتب الرابع، في ظروف غامضة.
خلال الأسرة الثانية عشر، نقل أمنمحات الأول مقر السلطة شمالًا إلى إج تاوي. استمرت طيبة في الازدهار كمركز ديني حيث أصبح الإله المحلي آمون بارزًا بشكل متزايد في جميع أنحاء مصر. تعود أقدم بقايا معبد مكرس لآمون إلى عهد سنوسرت الأول. كانت طيبة بالفعل، في المملكة الوسطى، مدينة كبيرة من حيث الحجم. تظهر الحفريات حول معبد الكرنك أن المدينة في المملكة المصرية الوسطى كان لها تخطيط مع تخطيط مصبعي. كان طول المدينة كيلومترًا واحدًا على الأقل ومساحتها 50 هكتارًا. كما تم الكشف عن بقايا مبنيين فخمين.
ابتداء من العصر الأخير من الأسرة الثانية عشر، بدأت مجموعة من كنعان في الاستقرار في شرق دلتا النيل. في نهاية المطاف أسسوا الأسرة المصرية الرابعة عشر في أفاريس في حوالي 1805 قبل الميلاد أو حوالي 1710 ق. من خلال القيام بذلك، أسس الآسيويون هيمنتهم على غالبية منطقة الدلتا، وانتزعوا هذه الأراضي من سيطرة الأسرة المصرية الثالثة عشر التي خلفت في هذه الأثناء الأسرة الثانية عشر.

### الفترة الانتقالية الثانية

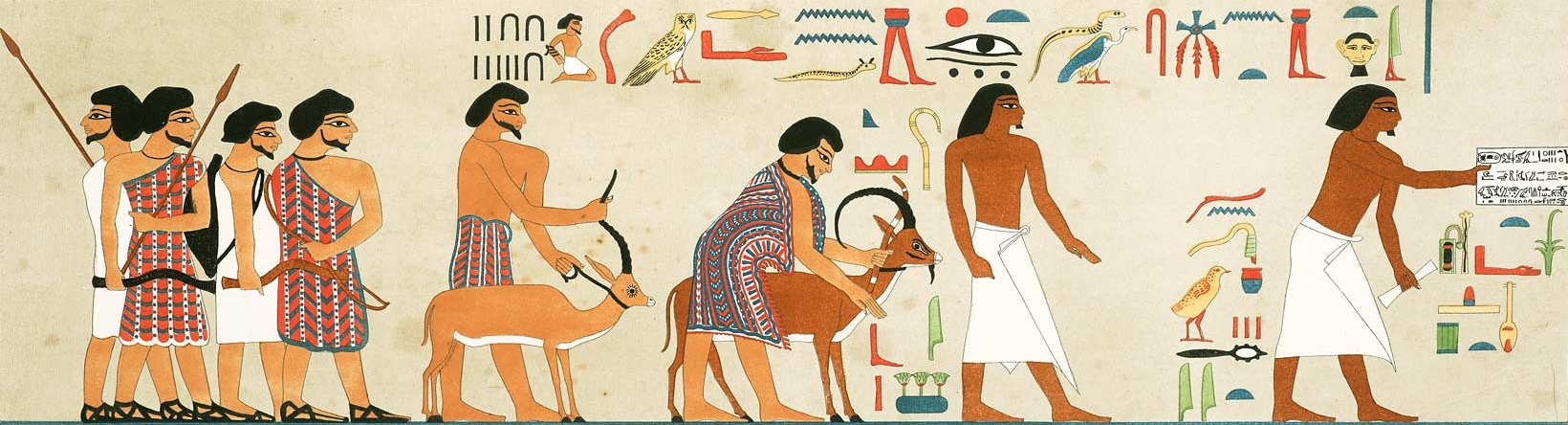
تصوير الآسيويين (على اليسار) والشعب المصري (على اليمين)). يُطلق على الزعيم الآسيوي اسم "إبشة حاكم الأراضي الأجنبية".

هاجرت موجة ثانية من الآسيويين تسمى الهكسوس (من «حكا خصوت»، «حكام الأراضي الأجنبية» كما يسمي المصريون قادتهم) إلى مصر واجتاحت مركز السلطة الكنعاني في أفاريس، بدأت الأسرة المصرية الخامسة عشر هناك. اكتسب ملوك الهكسوس اليد العليا على الوجه البحري في وقت مبكر من الفترة الانتقالية الثانية (1650 ق.م - 1550 ق.م). عندما استولى الهكسوس على ممفيس أثناء أو بعد فترة قصيرة من حكم مر نفر رع اى (حوالي 1700 قبل الميلاد)، فر حكام الأسرة الثالثة عشر جنوبًا إلى طيبة، والتي أعيدت كعاصمة.
وقف أمراء طيبة (المعروفون الآن باسم الأسرة المصرية السادسة عشر) بحزم فوق منطقتهم المباشرة مع تقدم الهكسوس من الدلتا جنوبًا إلى مصر الوسطى. قاوم ملاط طيبة تقدم الهكسوس الإضافي من خلال التوصل إلى اتفاق لحكم سلمي متزامن بينهما. كان الهكسوس قادرين على الإبحار في اتجاه المنبع مروراً بطيبة للتجارة مع النوبيين وجلب طيبة قطعانهم إلى الدلتا دون أعداء. استمر الوضع الراهن حتى إهانة حاكم الهكسوس أبوفيس الثاني (الأسرة المصرية الخامسة عشر) سقنن رع ملك طيبة (الأسرة المصرية السابعة عشر). سرعان ما سارعت جيوش طيبة على الأراضي التي يحكمها الهكسوس. مات سقنن رع في المعركة وتولى ابنه كاموس مسؤولية الحملة. بعد وفاة كامس، استمر شقيقه أحمس الأول حتى أسر أفاريس، عاصمة الهكسوس. أحمس أخرج الهكسوس من مصر والشام واستردت الأراضي التي كانوا يحكمونها سابقًا.

### المملكة المصرية الحديثة وصعود طيبة

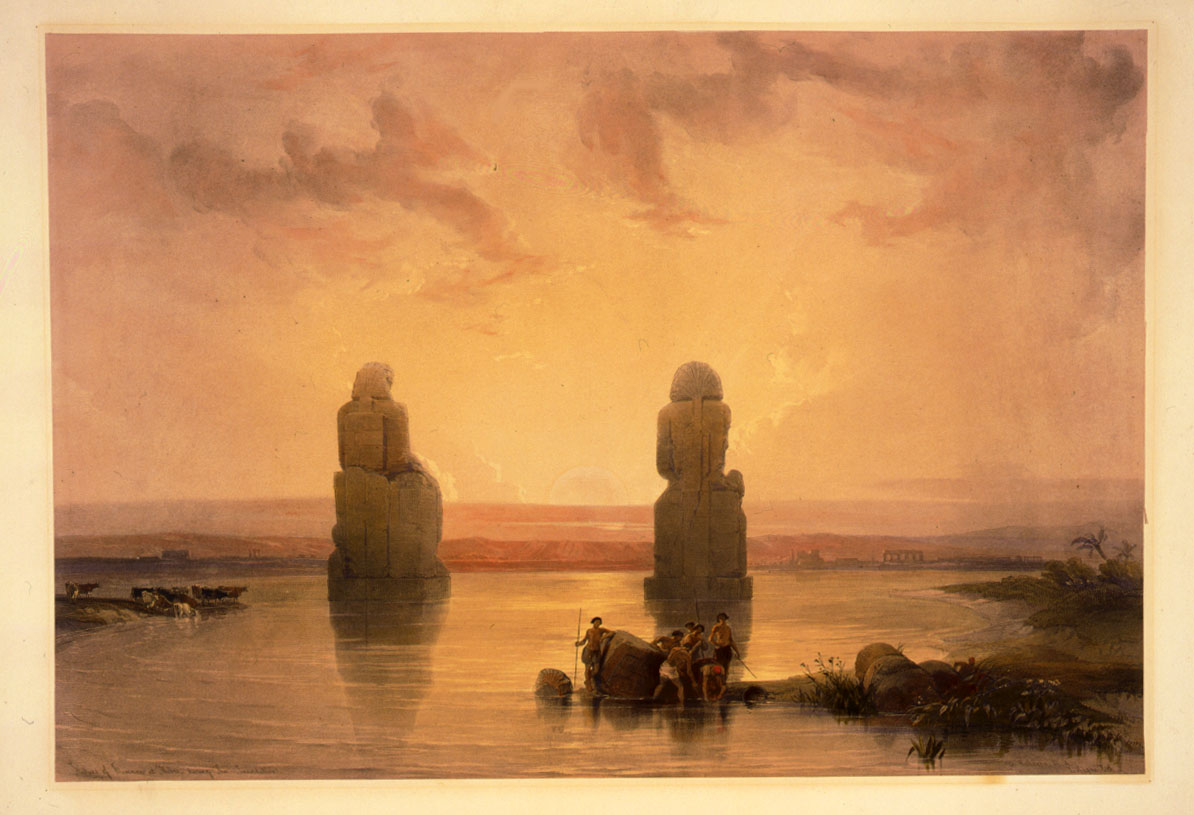
"تمثالا ممنون في طيبة أثناء الفيضان ، ديفيد روبرتس ، 1845

أسس أحمس الأول عصرًا جديدًا لمصر موحدة وعاصمتها طيبة. ظلت المدينة عاصمة خلال معظم الأسرة المصرية الثامنة عشر (المملكة المصرية الحديثة). كما أصبح أيضًا مركزًا لمهني تم إنشاؤه حديثًا الخدمة المدنية، حيث كان هناك طلب أكبر على الكتبة والمتعلمين حيث بدأت المحفوظات الملكية تمتلئ بالحسابات والتقارير. في المدينة، قلة من المفضلة
النوبة تمت إعادة تثقيفها بالثقافة المصرية، للعمل كمسؤولين عن المستعمرة.

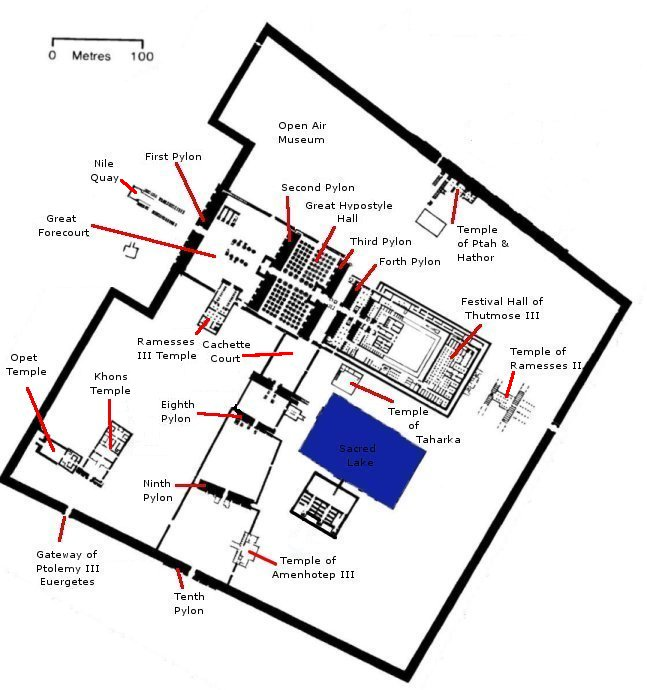
رسم علوي لمعبد الكرنك

مع استقرار مصر مرة أخرى، ازدهرت المراكز الدينية والدينية ولم يكن هناك شيء أكثر من طيبة. على سبيل المثال، صب أمنحتب الثالث الكثير من ثروته الهائلة من الجزية الأجنبية في معابد آمون. أصبح الإله الطيباني آمون إلهًا رئيسيًا للدولة، وسعى كل مشروع بناء إلى التفوق على الأخير في إعلان مجد آمون والملوك أنفسهم. تحتمس الأول (حكم 1506–1493 قبل الميلاد) بدأ أول توسع كبير في معبد الكرنك. بعد ذلك، أصبحت التوسعات الهائلة للمعبد هي القاعدة في جميع أنحاء المملكة الحديثة.
الملكة حتشبسوت (حكمت 1479 - 1458 قبل الميلاد) ساعدت اقتصاد طيبة على الازدهار من خلال تجديد شبكات التجارة، وبشكل أساسي تجارة البحر الأحمر بين ميناء طيبة على البحر الأحمر في القصير، إيلات وأرض بونت. جلب خليفتها تحتمس الثالث إلى طيبة قدرًا كبيرًا من غنائم الحرب التي نشأت من أماكن بعيدة مثل مملكة ميتاني. بلغت الأسرة الثامنة عشرة ذروتها في عهد حفيده أمنحتب الثالث (1388 - 1350 قبل الميلاد). بصرف النظر عن تزيين معابد آمون، زاد أمنحتب البناء في طيبة إلى مستويات غير مسبوقة. على الضفة الغربية، بنى المعبد الجنائزي ومدينة القصر الملقطة الضخمة التي تطل على بحيرة اصطناعية تبلغ مساحتها 364 هكتارًا. قام ببناء معبد الأقصر وشارع أبي الهول المؤدي إلى الكرنك.
لفترة وجيزة في عهد ابن أمنحتب الثالث أخناتون (1351-1334 قبل الميلاد)، وقعت طيبة في أوقات عصيبة. تم التخلي عن المدينة من قبل المحكمة، وتم حظر عبادة آمون. تم نقل العاصمة إلى المدينة الجديدة أخيتاتون (تل العمارنة في مصر الحديثة)، في منتصف الطريق بين طيبة وممفيس. بعد وفاته، أعاد ابنه توت عنخ آمون العاصمة إلى ممفيس،  لكن مشاريع البناء المتجددة في طيبة أنتجت المزيد من المعابد والأضرحة المجيدة.

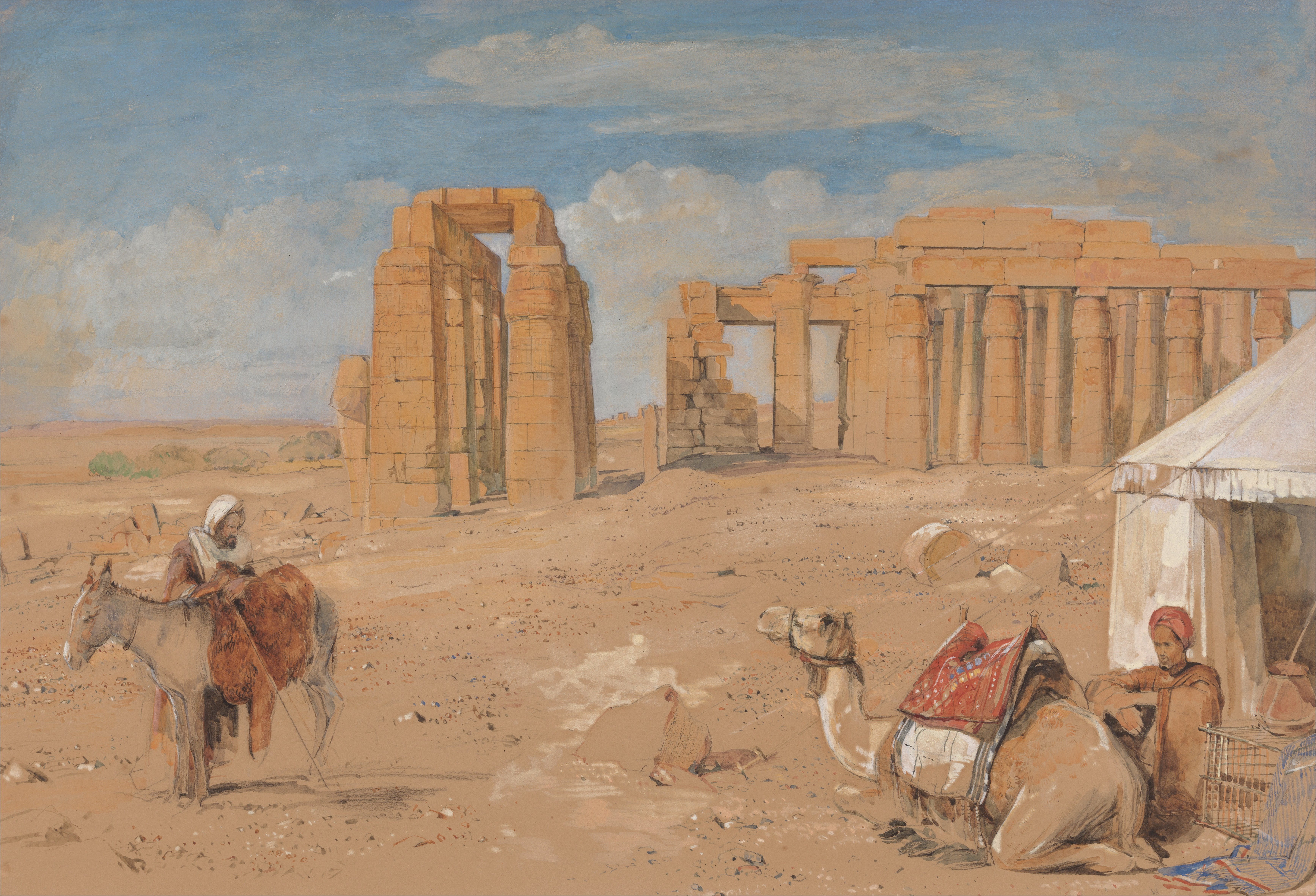
"الرامسيوم في طيبة" ، بقلم جون فردريك لويس ، 1845

مع الأسرة المصرية التاسعة عشر انتقل مقر الحكومة إلى الدلتا. حافظت طيبة على إيراداتها ومكانتها خلال عهدي سيتي الأول (1290 - 1279 قبل الميلاد) ورمسيس الثاني (1279 - 1213 قبل الميلاد)، الذين لا يزالون يقيمون لجزء من كل عام في طيبة. نفذ رمسيس الثاني مشاريع بناء واسعة في المدينة، مثل التماثيل والمسلات، والجدار الثالث لمعبد الكرنك، والإضافات إلى معبد الأقصر، ومعبد الرامسيوم، ومعبد الجنائزي الكبير. تم تمويل الإنشاءات من قبل مخازن الحبوب (المبنية حول الرامسيوم) والتي ركزت الضرائب المحصلة من مصر العليا؛  وبالذهب من الرحلات الاستكشافية  إلى النوبة والصحراء الشرقية. خلال فترة حكم رمسيس الطويلة التي استمرت 66 عامًا، وصلت مصر وطيبة إلى حالة رخاء ساحقة تعادل أو حتى تجاوزت الذروة السابقة في عهد أمنحتب الثالث.

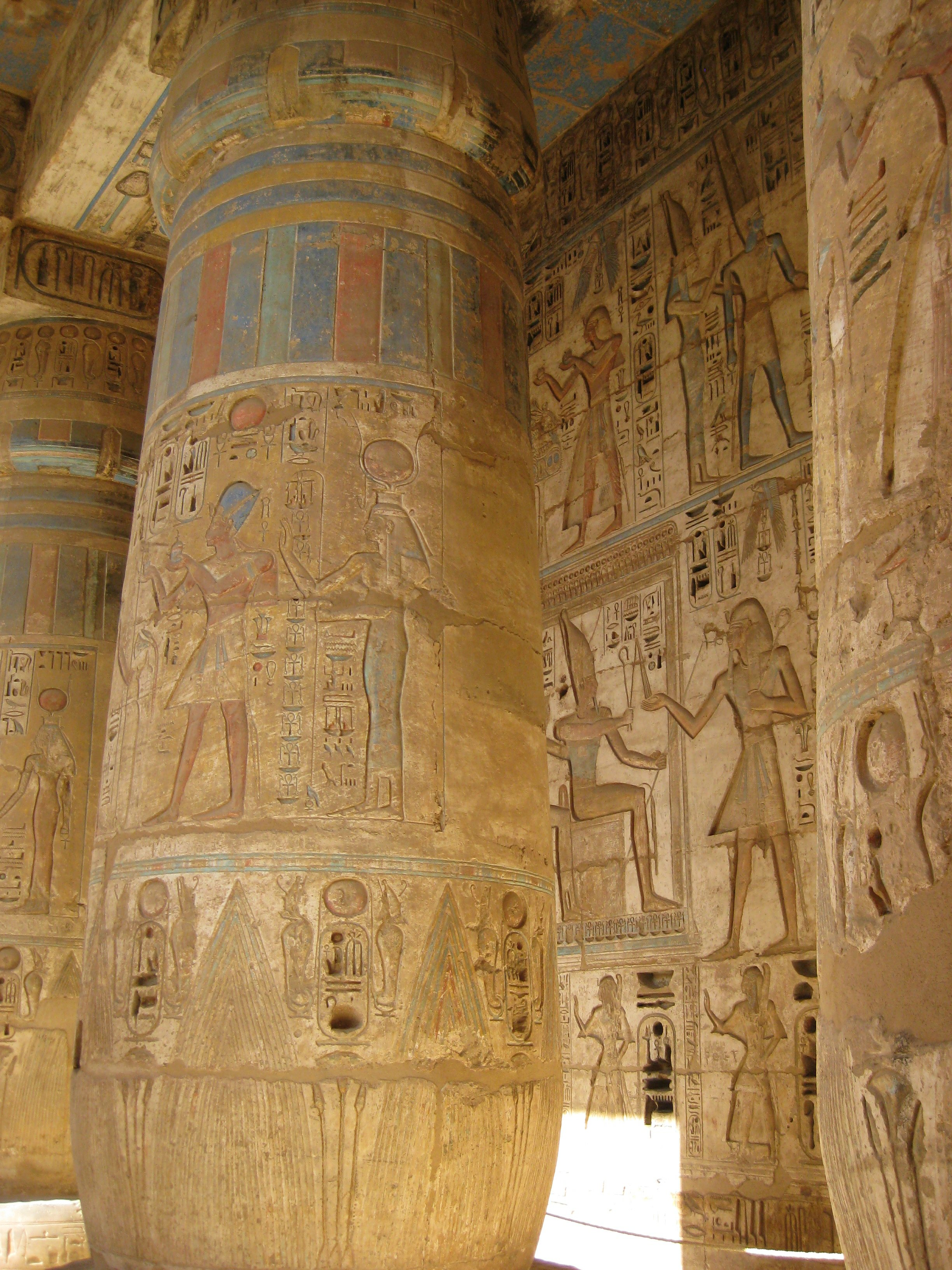
عمود متعدد الألوان مع نقوش باس في معبد معبد رمسيس الثالث

استمرت المدينة في الحفاظ عليها بشكل جيد في أوائل الأسرة المصرية العشرون. تنص بردية هاريس العظيم على أن رمسيس الثالث (حكم 1187 - 1156 قبل الميلاد) تبرع بـ 86486 عبدًا وممتلكات شاسعة لمعابد آمون. تلقى رمسيس الثالث الجزية من جميع الشعوب الخاضعة بما في ذلك شعوب البحر والمشواش الليبيين. لكن مصر كلها كانت تعاني من مشاكل مالية، تجسدت في أحداث قرية طيبة في دير المدينة. في العام الخامس والعشرين من حكمه، بدأ عمال دير المدينة في الإضراب عن الأجور، وحدثت اضطرابات عامة بين جميع الطبقات الاجتماعية. في وقت لاحق، أدت مؤامرة الحريم الفاشلة إلى إعدام العديد من المتآمرين، بمن فيهم مسؤولو ونساء طيبة.
في عهد الرعامسة المتأخرين، بدأت طيبة في الانحدار حيث سقطت الحكومة في صعوبات اقتصادية خطيرة. في عهد رمسيس التاسع (1129 - 1111 قبل الميلاد)، حوالي 1114 قبل الميلاد، كشفت سلسلة من التحقيقات في نهب المقابر الملكية في مقبرة طيبة الغربية عن أدلة على الفساد في الأماكن المرتفعة، بعد اتهام وجهه عمدة الضفة الشرقية ضد زميله في الغرب. تم نقل المومياوات الملكية المنهوبة من مكان إلى آخر ووضعها أخيرًا كهنة آمون في مقبرة في الدير البحري وفي مقبرة أمنحتب الثاني. (كان اكتشاف هذين المختبئين في عامي 1881 و 1898، على التوالي، أحد الأحداث العظيمة للاكتشاف الأثري الحديث.) أدى سوء الإدارة في طيبة إلى الاضطرابات.

### الفترة الانتقالية الثالثة
اتجهت السيطرة على الشؤون المحلية أكثر فأكثر إلى أيدي رؤساء كهنة آمون، حتى أنه خلال الفترة الانتقالية الثالثة، مارس رئيس كهنة آمون سلطة مطلقة على الجنوب، وهو ثقل موازن لملوك الأسرات الحادية والعشرون والأسرة الثانية والعشرين الذين حكموا من الدلتا. عزز التزاوج والتبني العلاقات بينهما، حيث تم تنصيب بنات ملوك الدلتا زوجة لآمون في طيبة، حيث كان لديهم قوة أكبر. انحسر النفوذ السياسي في طيبة فقط في الفترة المتأخرة.
بحلول عام 750 قبل الميلاد، كان الكوشيون (النوبيون) ينموون نفوذهم على طيبة ومصر العليا. أصبحت مستعمرة مصر السابقة (كوش) إمبراطورية في حد ذاتها. في عام 721 قبل الميلاد، هزم ملك الكوشيين بعنخي القوات المشتركة لـ اوسركون الرابع (الأسرة الثانية والعشرون)، بفتجاويباست (الأسرة المصرية الثالثة والعشرون) با كن رع نف (الأسرة المصرية الرابعة والعشرون) ووحدت مصر مرة أخرى. شهد عهده قدرًا كبيرًا من أعمال البناء التي تم القيام بها في جميع أنحاء مصر، وخاصة في مدينة طيبة، التي جعلها عاصمة لمملكته. في الكرنك نصب لنفسه تمثالاً من الجرانيت الوردي يرتدي التاج المزدوج (تاج مصر الموحدة). أنجز طهارقة العديد من المشاريع البارزة في طيبة (أي كشك الكرنك) والنوبة قبل أن يبدأ الآشوريون في شن حرب على مصر.

### الفترة المتأخرة

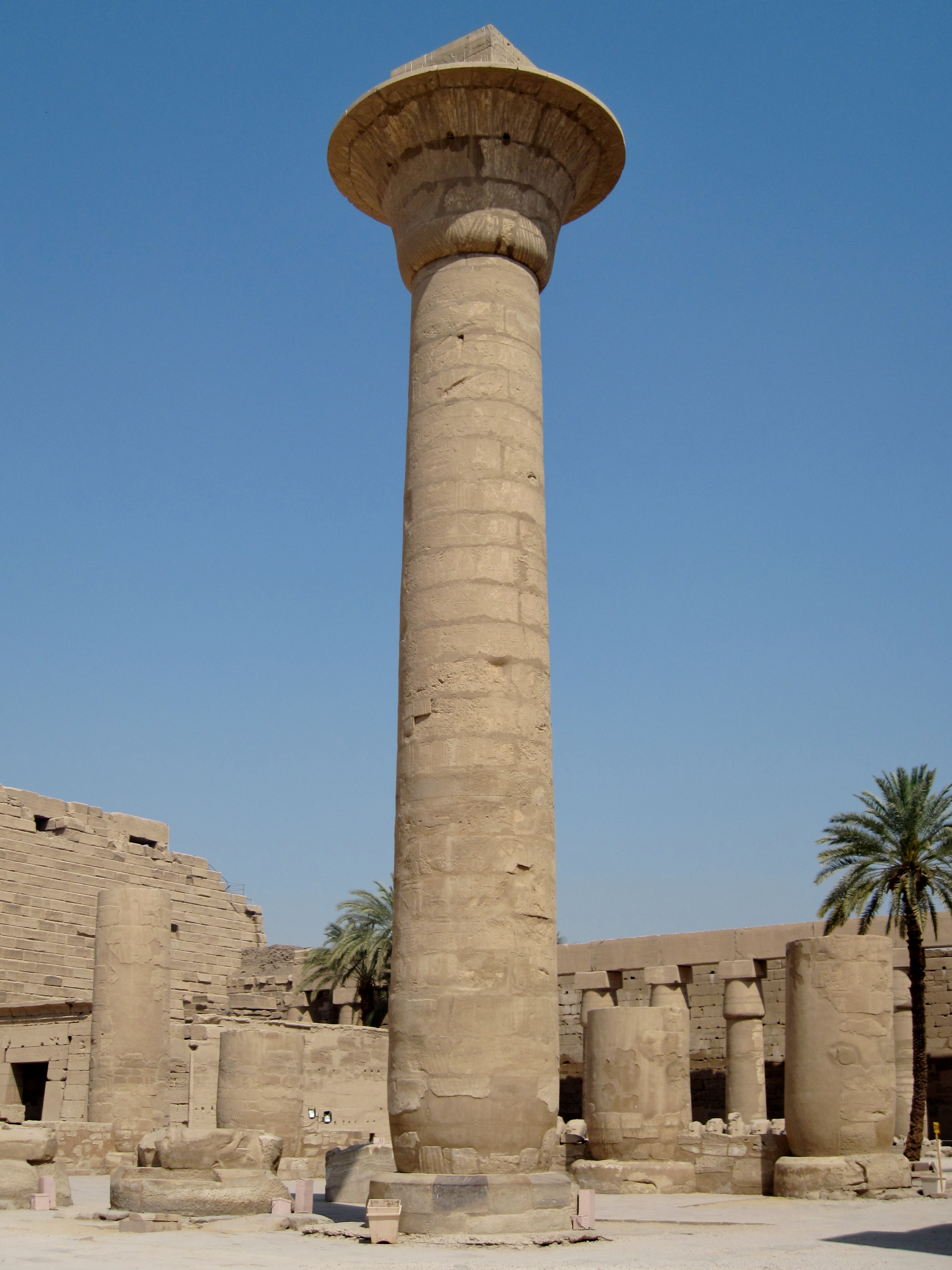
عمود من طهارقة في حرم آمون رع في معبد الكرنك تم ترميمه إلى الارتفاع الكامل

في عام 667 قبل الميلاد، بعد أن هاجمه جيش الملك آشوربانيبال، تخلى طهارقة عن مصر السفلى وهرب إلى طيبة. بعد وفاته بعد ثلاث سنوات، استولى ابن أخيه (أو ابن عمه) تنوت أماني على طيبة، وغزا مصر السفلى وحاصر ممفيس، لكنه تخلى عن محاولاته لغزو البلاد في عام 663 قبل الميلاد وتراجع جنوبًا.
لم تستعد طيبة أبدًا أهميتها السياسية السابقة، لكنها ظلت مركزًا دينيًا مهمًا. حكم إبسماتيك الأول (664 - 610 قبل الميلاد)، وصعد إلى طيبة في 656 قبل الميلاد وأدى إلى تبني ابنته، نيتوكريس الأولي، وريثة زوجة آمون هناك. في عام 525 قبل الميلاد، غزا الملك الفارسي قمبيز الثاني مصر وأصبح ملك عليها، وأخضع المملكة بصفته ساتراب (حاكم المقاطعة) إلى الإمبراطورية الأخمينية الكبرى.

### الفترة اليونانية والرومانية

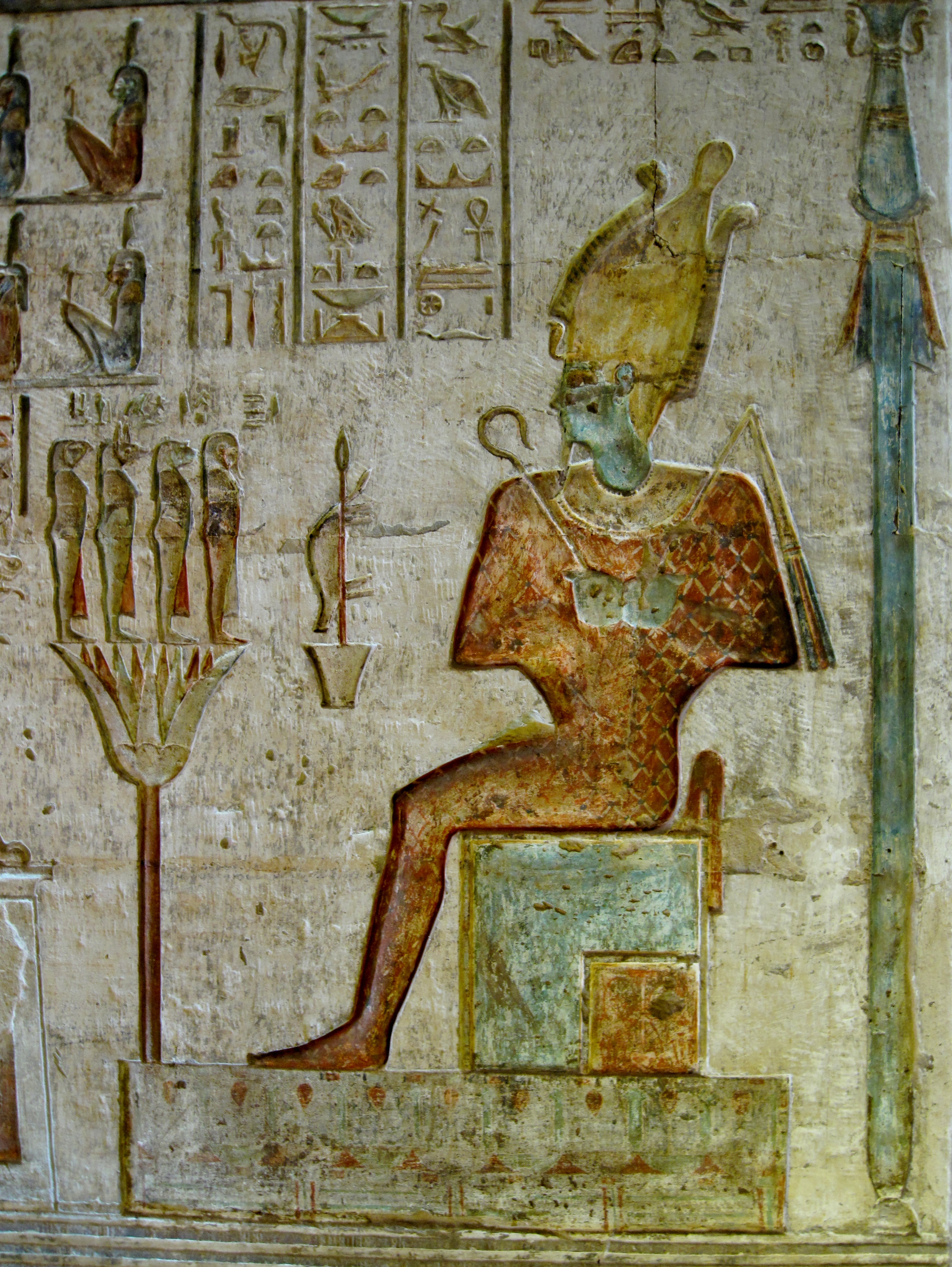
نقش بارز في معبد حتحور ، دير المدينة (بني خلال الأسرة البطلمية

انتهت العلاقة الجيدة بين طيبة والقوة المركزية في الشمال عندما تم أخيرًا استبدال الملوك المصريين الأصليين باليونانيين بقيادة الإسكندر الأكبر. زار طيبة خلال احتفال مهرجان الإوبت. على الرغم من زيارته الترحيبية، أصبحت طيبة مركزًا للمعارضة. قرب نهاية القرن الثالث قبل الميلاد، قاد مصري يدعى هوغرونافور (هيروينفر)، ثورة ضد البطالمة في مصر العليا. خلفه، عنخماكيس، استولى على أجزاء كبيرة من مصر العليا حتى عام 185 قبل الميلاد. كانت هذه الثورة مدعومة من قبل كهنوت طيبة. بعد قمع ثورة 185 قبل الميلاد أصدر بطليموس الخامس عفواً عنهم، وكان في حاجة إلى دعم الكهنوت.
بعد نصف قرن، ثار أهل طيبة مرة أخرى، ورفعوا هارسيسي إلى العرش عام 132 قبل الميلاد. هارسيسي، بعد أن ساعد نفسه في أموال البنك الملكي في طيبة، هرب في العام التالي. في عام 91 قبل الميلاد، اندلعت ثورة أخرى. في السنوات التالية، خضعت طيبة، وتحولت المدينة إلى أنقاض.
خلال الاحتلال الروماني (30 ق.م - 349 م)، تجمعت المجتمعات المتبقية حول بوابة معبد الأقصر. أصبحت طيبة جزءًا من المقاطعة الرومانية «طيبة»، والتي انقسمت فيما بعد إلى «طيبة متفوقة»، المتمركزة في المدينة، و «طيبة دون المستوى»، المتمركزة في بطليموس هيرميو. كان مقر الفيلق الروماني في معبد الأقصر في وقت الحملات الرومانية في النوبة. لم يتوقف البناء بشكل مفاجئ، لكن المدينة استمرت في التدهور. في القرن الأول الميلادي، وصف سترابو طيبة بأنها هبطت إلى مجرد قرية.

## المواقع الرئيسية

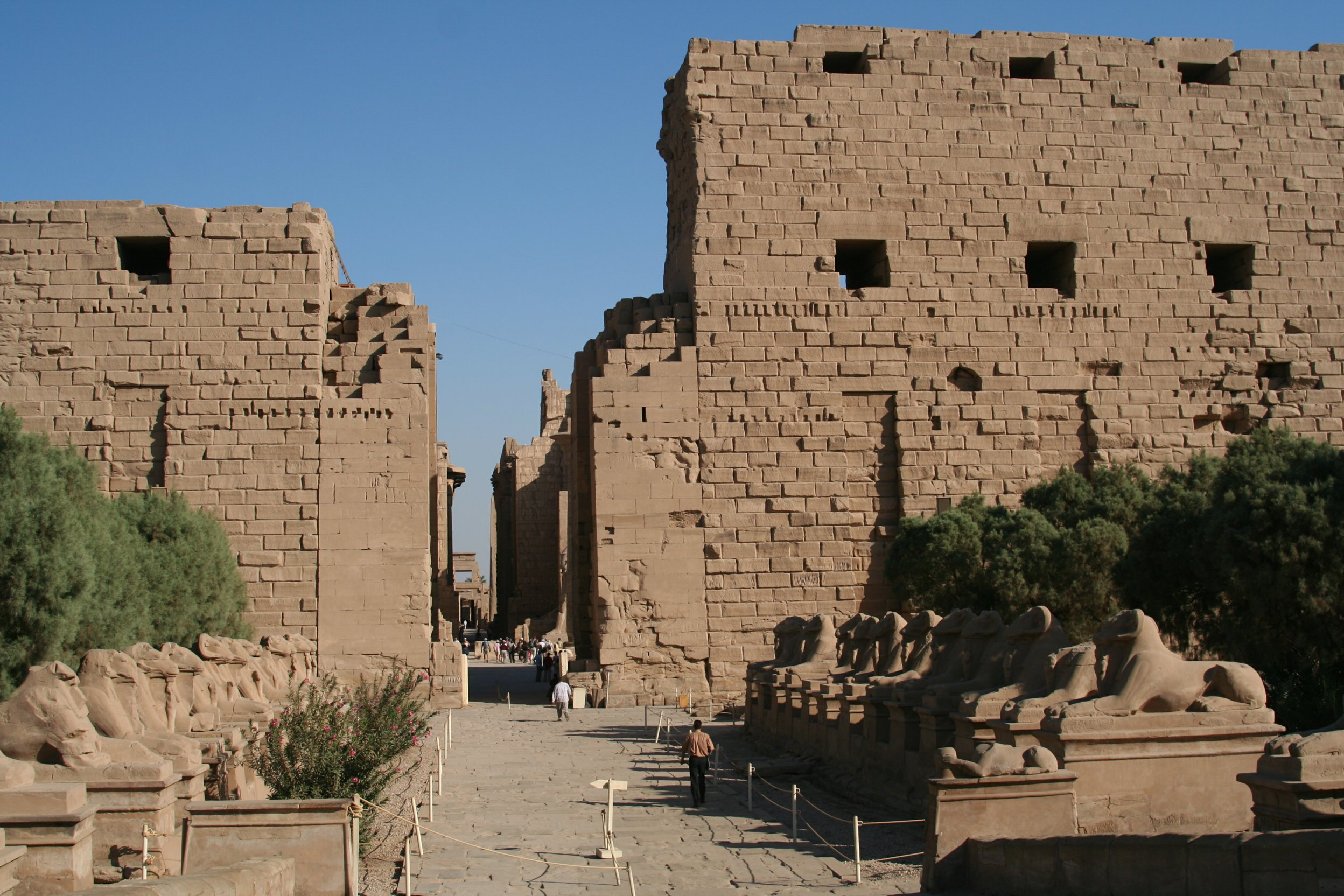
المدخل الرئيسي للكرنك محاط بأبي الهول برأس كبش

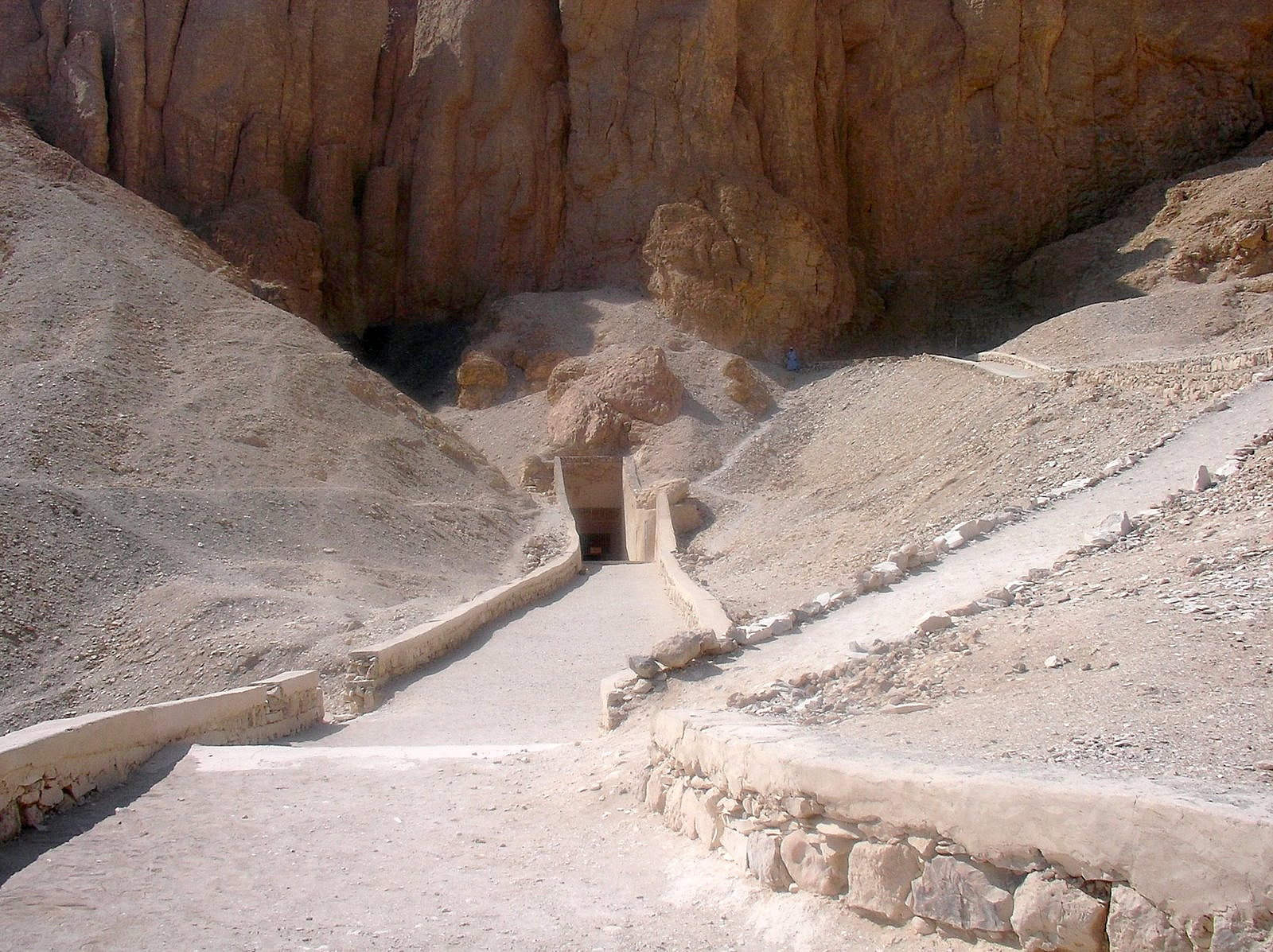
مدخل مقبرة 19، مقبرة منتوخربشيف في وادي الملوك

طيبة الشرقية: 
- منطقة عمرانية قديمة

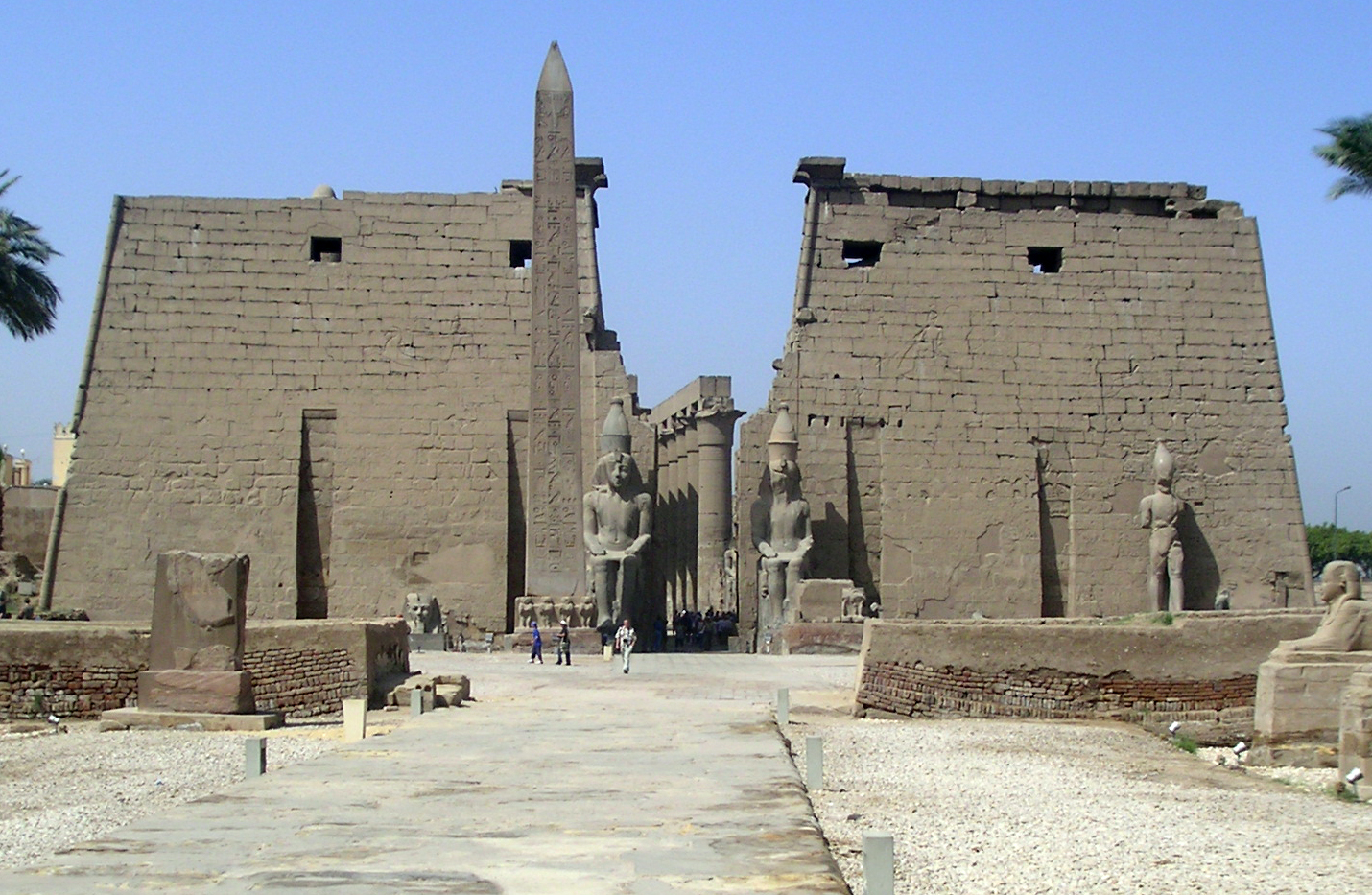
المسلة وتمثال رمسيس الثاني والصرح العظيم لمعبد الأقصر مع توهج برتقالي رقيق

- معبد آمون الكبير في الكرنك («تا أوبت» المصرية القديمة). لا يزال ثاني أكبر مبنى ديني تم بناؤه على الإطلاق ، وهو بيت العبادة الرئيسي لـ آمون، راعي طيبة ، ومقر إقامة كهنوت آمون. ما يميزها عن العديد من المعابد في مصر هو طول الفترة الزمنية التي بُنيت فيها (أكثر من 2000 عام ، بدءًا من المملكة المصرية الوسطى). الملامح الرئيسية لهذا المعبد هي الصرح كبيرة ، وقاعة الأعمدة الكبرى، والبحيرة المقدسة ، والمعابد الفرعية ، والعديد من الأضرحة والمسلة. كان أهم معبد طوال معظم تاريخ مصر القديمة.
- معبد الأقصر («إيبيت ريسيت»). على عكس المعابد الأخرى في طيبة ، فهي ليست مخصصة لإله عبادة أو نسخة مؤله للملك في الموت. بدلاً من ذلك ، فهو مكرس لتجديد الملكية ؛ ربما كان مكان تتويج العديد من ملوك مصر. إنه محور «مهرجان الأوبت»، حيث ينتقل البارك المقدس لثالوث من الكرنك إلى معبد الأقصر ، مما يبرز الأهمية الإلهية لإعادة تتويج الملك.

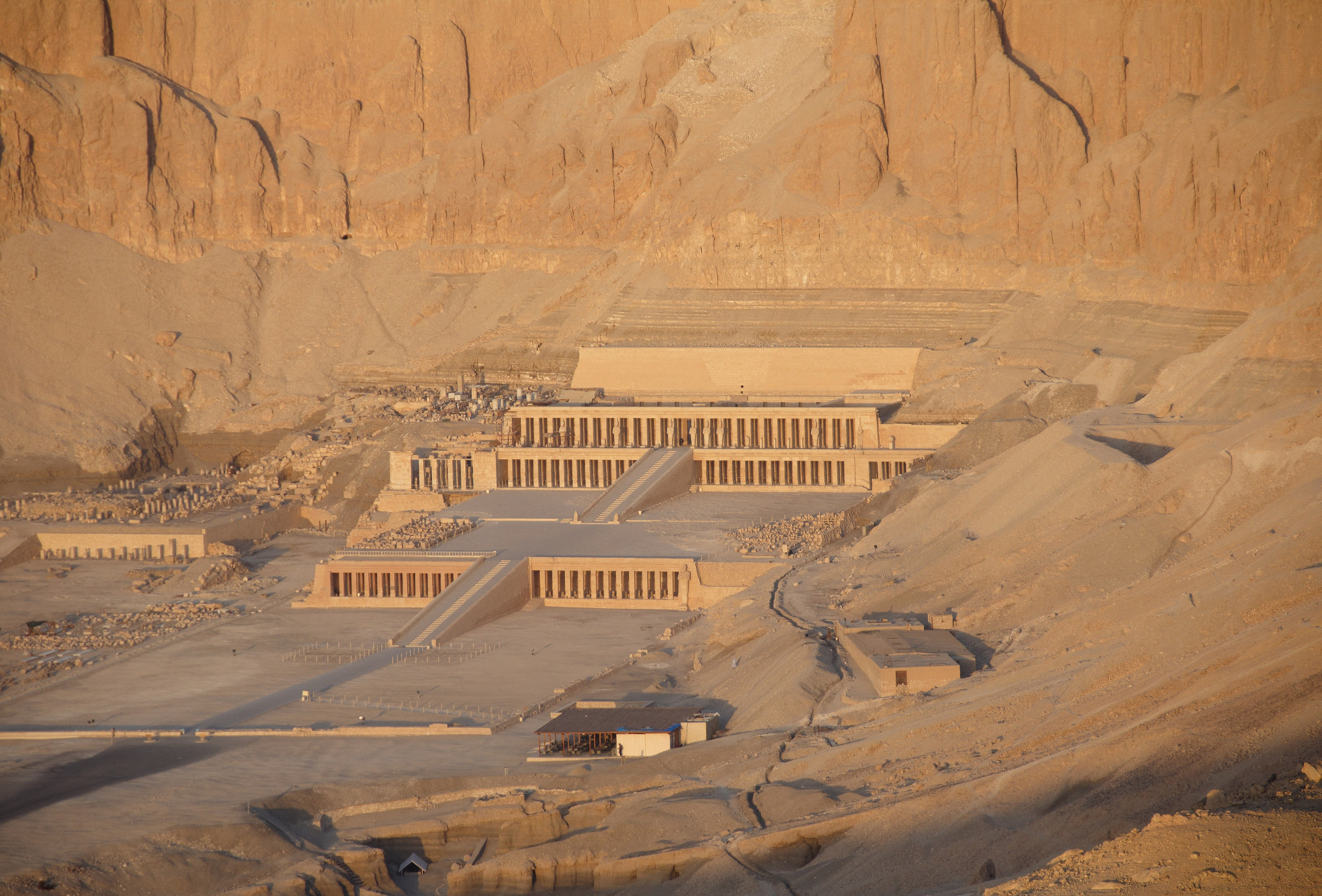
أشعة الشمس تضيء معبد حتشبسوت الجنائزي في اردير البحري

- معبد خونسو
- منطقة موت
- معبد مونتو
- شارع أبي الهول

طيبة الغربية: 
- قرية دير المدينة
- الملقطة (الأقصر)
- معبد الرامسيوم
- المعبد الجنائزي لأمنحتب الثالث
- المعبد الجنائزي لحتشبسوت
- المعبد الجنائزي لسيتي الأول
- المعبد الجنائزي لرمسيس الثالث
- وادي الملوك
- وادي الملكات
- مقابر النبلاء

## التراث الثقافي
في عام 1979، صنفت اليونسكو أطلال طيبة القديمة كموقع للتراث الثقافي العالمي. إن المواقع العظيمة لطيبة مثل معبد الأقصر - والكرنك - ووادي الملوك - ووادي الملكات من بين الإنجازات العظيمة لمصر القديمة.
من 25 أكتوبر 2018 إلى 27 يناير 2019، نظم متحف غرونوبل بدعم من اللوفر والمتحف البريطاني، معرض لمدة ثلاثة أشهر عن مدينة طيبة ودورها من النساء في المدينة في ذلك الوقت.
1. ↑  باوسانياس في بيوتيا ، اليونان. يسجل أنه بسبب "ارتباطها" بالمدينة المصرية ، كان لدى طيبة بيوتيا صنم ومعبد لآمون من القرن الخامس قبل الميلاد.[9]